# Distillery De Stoop
Distillery De Stoop is een jenever- en likeurstokerij, die gevestigd is langs de Hundelgemsesteenweg in het Belgische Merelbeke. Het bedrijf werd opgericht te Gent in 1868 door de familie De Stoop.
In de jaren zestig werd het overgenomen door Willy Van Ruyskensvelde, stichter van Willy's Distillery uit Merelbeke. In 2002 kwam de volgende overname door Wijnhuis Bollaert, welke reeds fruitwijnen produceerde sinds 1935. Telkens werd de naam De Stoop behouden.

## Producten
- Advocaat - 15%
- Graanjenevers - 30-38%
- Fruitjenevers - 22% - citroen, kriek, appel, bes, passievrucht
- Creamjenevers - 17%
- Amarettokoffie en Merelbeekse koffie - 22%
- Cocktaildrinks - 16-18%